# 罗登巴赫
罗登巴赫是德国黑森州的一个市镇。总面积16.73平方公里，总人口11188人，其中男性5489人，女性5699人（2011年12月31日），人口密度669人/平方公里。